# Municipio de Liberty (condado de Trumbull)
El municipio de Liberty (en inglés: Liberty Township) es un municipio ubicado en el condado de Trumbull en el estado estadounidense de Ohio. En el año 2010 tenía una población de 21982 habitantes y una densidad poblacional de 371,35 personas por km².

## Geografía
El municipio de Liberty se encuentra ubicado en las coordenadas 41°10′27″N 80°39′33″O / 41.17417, -80.65917. Según la Oficina del Censo de los Estados Unidos, el municipio tiene una superficie total de 59.19 km², de la cual 58.16 km² corresponden a tierra firme y (1.75%) 1.03 km² es agua.

## Demografía
Según el censo de 2010, había 21982 personas residiendo en el municipio de Liberty. La densidad de población era de 371,35 hab./km². De los 21982 habitantes, el municipio de Liberty estaba compuesto por el 85.06% blancos, el 11.51% eran afroamericanos, el 0.19% eran amerindios, el 0.7% eran asiáticos, el 0.04% eran isleños del Pacífico, el 0.32% eran de otras razas y el 2.18% pertenecían a dos o más razas. Del total de la población el 2.13% eran hispanos o latinos de cualquier raza.